# Riancia panorpaeformis
Riancia panorpaeformis är en insektsart som beskrevs av Melichar 1899. Riancia panorpaeformis ingår i släktet Riancia och familjen Nogodinidae. Inga underarter finns listade i Catalogue of Life.